# KkStB 269 sorozat
A kkStB 269 egy fogaskerekű gőzmozdonysorozat volt az osztrák Császári és Királyi Osztrák Államvasutaknál (k. k. österreichischen Staatsbahnen, kkStB), amelyek az Erzbergbahn Steiermarki vonalán teljesítettek szolgálatot.

## Története
Az Erzbergbahnon 1911-ben a 18 korábbi 69 sorozatú mozdony már nem tudta biztosítani az üzemet. Mivel a pálya átépítése kétvágányúvá nem volt megoldható, erősebb mozdonyra volt szükség. Ezért a kkStB megbízásából Karl Gölsdorf főkonstruktőr megtervezett egy fogaskerekű gőzmozdonyt, a 269 sorozatot.
Ez egy F n4zzt jellegű hatcsatlós szertartályos gőzmozdony volt. A hat csatolt hajtótengely egy merev vázban volt a fogaskerekű hajtómű két fogaskerekével. Ez ritkán használt hatcsatolós építési forma képes volt ezen a pályán 150 tonnás vonatot 15 km/h sebességgel továbbítani, és nem kellett több mozdonyt alkalmazni a tolatószolgálatban. 1912-ben állt szolgálatba a három új gőzmozdony, a mozdonyok a 269,01-03 pályaszámokat kapták. A 169  sorozatba a kkStB a Tannwald-Grünthal (ma Csehország) vonal mozdonyait sorolta be. Mivel további megrendelés nem történt, a 69 sorozat még nem szorult ki. Amíg a 297 sorozat fejlesztése 1941-ben nem történt meg, ezek voltak a legerősebb fogaskerekű vasúti mozdonyok a világon.
A Német Birodalmi Vasút 1938-ban a mozdonyokat átszámozta, a 97.301-303 pályaszámokat adta nekik. 1953-ban az ÖBB a 197.301-303 pályaszámokat adta nekik, hogy világosabban eltérjenek a korábbi 97.201-218 mozdonyoktól. 1953-ban a 197-esekbe Giesl-Ejektort, egy teljesítménynövelő kéménykonstrukciót építettek be. 1975 és 1978 között selejtezték őket.
A 197 301-t 1979-ben üzemképesen került az Osztrák Vasúti Múzeumhoz, és jelenleg az Alsó-Ausztriai Strasshofi Vasúti Múzeumban található. Mivel 2002-ben lejártát a kazánvizsgája, nem került vissza a szolgálatba.

## Megőrzött mozdonyok a sorozatból
| Pályaszám | Gyártási év | Státusz      | Tulajdonos/Helyszín         |
| --------- | ----------- | ------------ | --------------------------- |
| 197.301   | 1912        | látványosság | TMW / Vasútmúzeum Strasshof |

## Fordítás
Ez a szócikk részben vagy egészben  a   kkStB 269 című német Wikipédia-szócikk fordításán alapul.  Az eredeti cikk szerkesztőit annak laptörténete sorolja fel. Ez a jelzés csupán a megfogalmazás eredetét és a szerzői jogokat jelzi, nem szolgál a cikkben szereplő információk forrásmegjelöléseként.